# Kuummiit
Kuummiit (på nogle kort ses navnet Kuummiut, men Kuummiut er navnet på et sted i den sydvestlige del af Grønland) er en bygd i Østgrønland, der hører under Tasiilaq, hovedbyen i den tidligere Ammassalik Kommune. I dag hører bygden under Sermersooq Kommune.
Kuummiit er Grønlands 3.-største, bygd.

## Navn
Kuummiit er det officielle navn ifølge Oqaasileriffik, Grønlands Sprogsekretariat.
Kuummiit er fra østgrønlandsk, mens Kuummiut er vestgrønlandsk.
Det grønlandske navn Kuummiut er en afledning fra det grønlandske ord kuuk, der betyder elv eller å, og dette ord er påsat +mioq, som er et efterled der skaber et demonym.
Miut er flertalsformen af +mioq. Kuummiut betyder således personer fra elven.
Den ældre stavemåde var Kûngmiut.
En Kuummiut findes også sydligere i Kap Farvel-området.

## Historie
Kuummiit opstod i 1915 som missionsplads grundlagt af Johanne og Kârale Andreassen.
Før grundlæggelsen af missionspladsen har der været menneskelig tilstedeværelse i området.
Kuummiit var den tidligere boplads Tsiarngarmiit, og 
botanikere havde besøgt området i år 1900 og var siden også der i 1933, 1966 og 1967.
Konebådsekspeditionen i 1880'erne med Gustav Holm som leder var i Ammassalik-området,  men på hans 1885-kort over området er Kuummiit ikke angivet.
Stednavnet Kômiut/Kûngmiut forekommer dog i ekspeditionsdeltageren Hansêraks beskrivelse udgivet på dansk i 1900.
Den 6. Thule-ekspedition i 1931 var forbi Kuummiit og en dokumentarisk stumfilm findes fra besøget.
Bygden betegnes som "en typisk østgrønlandsk Boplads" og i filmen ses stenruiner, to træhuse, nogle telte, slædehunde, umiakker, kajaker, børn og voksne. Kuummiitterne roer med umiakker og kajakker og demonstrerer grønlænderrul og trommedans med en nidvise:
... Se paa ham!

Hvorfor skræpper du op?

Tykvom ~ ~

mavefede Aadselsæder

...

Sæt et Laag over dig

uudholdelige Ansigt ...
I 1919 var der to huse i Kuummiit. I 1936 var tallet øget til 17.
Efter politiske beslutninger i 1955 blev de gamle huse erstattet af nye træhuse importeret fra Danmark.
Et forsamlingshus blev opført i 1950 og siden er der opført en kirke i 1957, en sygeplejestation i 1959, en skole i 1962, en brandstation i 1963 og et pumpehus i 1967.
Der kom også butik i 1951.
I 1957 fandt man store mængder torsk i Ammassalik-fjorden, særligt nær ved Kuummiit. Skibet M/S Kaskelot blev sendt til bygden som salteskib i 1958 og flere hundrede tons torsk blev indhalet samme år.
Kongelige Grønlandske Handels femårsplan fra januar 1959 betød påbegyndelsen af byggeriet af et fiskerianlæg i 1960, der stod færdig året efter.
Der har også været anlæg til saltning af hajlever og opstilling af stativer til tørring af torsk.
En epidemi af mæslinger forekom i 1962.
I 1965 blev befolkningstallet betydeligt forøget, da 100 indbyggere fra bygden Skjoldungen blev forflyttet til Kuummiit.
Ammassalik-området begyndte at få fødselskontrol i 1969, og som regel med spiral, der udover hospitalet i Tasiilaq også kunne blive sat ind på den lille sygeplejestation i Kuummiit.
I 2010 var bygden ramt af tuberkulose hvor over 40 procent af befolkningen var smittet.
Sygdommens omfang kan ses på baggrund af en generel stigning af antallet registrerede tilfælde af tuberkulose i Østgrønland siden 1990'erne.
100-året for grundlæggelsen blev fejret i juli 2015 med gudstjeneste, kransenedlæggelse, taler, sang, spisning og besøg af medlemmer fra kommunen og Naalakkersuisut.
I 2019 mistede en mand livet ved en arbejdsulykke i forbindelse losning af stenmateriale fra et skib i Kuummiit.

## Geografi
Bygden ligger på sydkysten af det grønlandske fastland ved Ammassalik Fjord og Tunoq Sund.
Over land er der 95 kilometer til områdets hovedby Tasiilaq som ligger sydvest for.
På halvvejen til Tassiilaq ligger den forladte bygd Qerndivardii. 
Nordøst for Kuummiit ligger det forladte amerikanske base Ikateq fra Anden Verdenskrig og et stykke længere øst er bygden Sermiligaaq.
Også nordvest for Kuummiit ligger to gletsjere: Karale og Knud Rasmussen.
Som i andre dele af Østgrønland kan Kuummiit rammes af piteraq, hvilket kan være et speciel problem i bygden på grund af boligernes stand.

## Befolkning
I 2017 var der cirka 270 indbyggere i Kuummiit. Omkring 55 af dem var registreret som arbejdsløse.

## Transport, erhverv og faciliteter
Kuummiit har en bygdehavn og en havn til produktionsanlægget.
En helikopterlandingsplads, Kuummiut Helistop, ligger øst i bygden.
Der er veje i bygden, men ingen offentlig transport.
Vej- og stinettet er på 2,6 kilometer.
Skal man fra udlandet til Kuummiit, vil man normalt flyve til Kulusuk Lufthavn, som har forbindelse til Nuuk og Island.
Fra Kulusuk kan man hele året flyve med helikopter til Kuummiit.
Om sommeren kan bådtransport organiseres.
Royal Arctic Line besejler Ammassalik-fjorden og lægger til ved Kuummiit. I sommeren 2025 er det med skibet Nanoq Arctica, der sejler i  Ammassalik-området og til Reykjavik.
Der er butik, posthus, filialkontor, elværk, forsamlingshus, ungdomsklub, skole og bibliotek.
Butikken, der er i  dagligvarekæden Pilersuisoq, har åbent på hverdage fra 9 til 16 og fra 9 til 12 om lørdagen.
Der er også en børneinstitution med fire ansatte og en normering på 14 børn.
Et servicehus har vand, vaskeri og bruser.
Der er også en fodboldbane.
Bygden har områdets eneste fiskefabrik.[kilde mangler] Unikt for Kuummiit er, at havnen om vinteren ofte er isfri. Det vil sige, at der kan drives fiskeri fra båd i vintermånederne.[kilde mangler] I maj-juni træffes i nærheden af bygden store forekomster af ammassetter (lodde).[kilde mangler]
Turismeerhvervet er ikke stort. Kuummiit ligger uden for alfarvej.

## Personer fra Kuummiit
Foruden Kârale Andreassen er hans datter, forfatteren Elisa Maĸe, fra Kuummiit.
Den tidligere landstingsformand Anders Andreassen blev født i bygden i maj 1944.
Siumut-politikeren og tidligere Inatsisartut-medlem Laura Táunâjik er også født i Kuummiit.
Børne- og ungdomsbogsforfatteren Lene Fauerby boede i perioden 1984 til 1986 i Kuummiit og citeres for "de to år jeg tilbragte her, har betydet utroligt meget for mig".
Hendes debutroman "Fanget af isen" har østgrønlandsk tema.
Radiospeakeren Lotte Maré Christensen har haft opvækst i Kuummiit. Hun har udgivet 3 bøger med østgrønlandske historier.
Den østrigsk-koreanske forfatter Anna Kim boede to måneder i Grønland, herunder i Kuummiit, i forbindelse med research til hendes roman Anatomie einer Nacht, der foregår i en østgrønlandsk by. Bogen er oversat til dansk.
En Ole Lund var lærer i Kuummiit. 
Tilbage i 2002 ønskede han at udarbejde en østgrønlandsk slægtsbog "til at fastholde østgrønlændernes historiske identitet".
I 2020 var Lund interviewet til KNR's radio om sin tid i Kuummiit.
Eskimologen professor Svend Frederiksen besøgte bygden i 1962, men besøget var en fiasko da ingen lokale ville tale med ham. Mange år senere blev det afklaret hvorfor: En ældre kvinde havde misforstået det grønlandske ord pruffiisori (professor) med kirkens ord pruffiiti (profet), og havde anset ham som en falsk profet.